# پروانه‌ماهی چهارخاله
پروانه‌ماهی چهارخاله (نام علمی: Chaetodon quadrimaculatus) نام یک گونه از تیره پروانه‌ماهی است.